# Махалчхари
Махалчхари (бенг. মহলছড়ি, англ. Mahalchhari) — город на юго-востоке Бангладеш, административный центр одноимённого подокруга. Площадь города равна 23,31 км². По данным переписи 2001 года, в городе проживало 7997 человек, из которых мужчины составляли 58,11 %, женщины — соответственно 41,89 %. Плотность населения равнялась 343 чел. на 1 км². Уровень грамотности населения составлял 42,3 % (при среднем по Бангладеш показателе 43,1 %). 